# La Flamengrie (Aisne)
La Flamengrie è un comune francese di 1 114 abitanti situato nel dipartimento dell'Aisne della regione dell'Alta Francia.

## Società

### Evoluzione demografica
Abitanti censiti